# Premios Grabby
Grabby Awards, conocidos como Los Grabbys, es un festival de cine para películas de pornografía gay. Se presenta anualmente en Chicago para premiar el trabajo hecho por la industria pornográfica gay. Los premios son promocionados por Grab Magazine. Los Grabby Awards y Grab Magazine pertenecen al grupo Grabbys, LLC.

## Historia
Sus comienzos datan de 1991 cuando los primeros premios Grabbys (antes conocido como Adult Erotic Gay Video Awards) se añadieron en el último número de la revista Gay Chicago Magazine de 1991. Los premios repartidos aquel año incluyen "Burnout del Año", "Comeback del Año", "Mejor Sorpresa del Año", "Mejor Actor de Reparto", "Mejor Actor Revelación", y "Mejor Actuación General". Según "Big Daddy" Ferguson, fundador de Gay Chicago Magazine y creador de los premios, los Grabbys son "...nuestra manera de destacar ciertos aspectos de los videos del año anterior que, en nuestra opinión, merecen una atención especial."
Los premios evolucionaron y maduraron; y en su segundo año se añadieron nuevos premios más tradicionales como "Mejor Video del Año" y "Mejor Guion".
En 1993, la tercera entrega de premios incluyó "Mejor Actuación Étnica" y "Mejor Corrida", y se produjo el primer empate por un premio entre Falcon Studios y Kristen Bjorn Productions por "Mejor Video del Año".
"Mejor Dirección" se añadió en 1994 junto con "Mejor Video Internacional", "Mejor Escena de Sexo", "Mejor Video Bisexual" y "Premio a la Más Grande", ganado por el canadiense Kevin Dean.

### Primera ceremonia
El sábado 20 de mayo de 1998 se presentaron los Grabbys por primera vez en Chicago donde se había celebrado el Concurso Internacional de Mister Cuero (sus siglas en inglés IML) durante 20 años y su fundador Chuck Renslow, pensó que incluir los Grabbys supondría un aumento adicional de entretenimiento para miles de los asistentes al IML.